# Ishigaki Rin
Ishigaki Rin (石垣りん), (Tokyo, 21 febbraio 1920 – 26 dicembre 2004) è stata una poetessa giapponese.

## Biografia
Ishigaki è nata nel 1920 ad Akasaka, Tokyo. Terminati gli studi elementari nel 1934, iniziò a lavorare presso la banca Nihon Kogyo Bank. Con i proventi del suo lavoro sosteneva la famiglia e non si sposò mai. Nel 1970 andò in pensione. Visse da sola in un appartamento a Shinagawa, Tokyo, fino alla morte.
Lavorando in banca partecipò a un progetto culturale per l'educazione letteraria di gruppo e da allora iniziò a scrivere poesie e fu molto attiva per la cooperazione fra gli impiegati di banca. Nel 1959 ha pubblicato il suo primo libro di poesia "La pentola, la teiera e il fuoco acceso davanti a me" (Watashi no mae ni aru nabe to okama to moeru hi to 私の前にある鍋とお釜と燃える火と). Nel 1968 ha pubblicato il suo secondo libro "Targhetta col nome eccetera" (Hyoosatsu nado 表札など), che vinse il premio Mr.H (H-氏賞), un importante premio letterario dato alla migliore opera prima nel campo della poesia pubblicata nell'anno precedente, che le procurò una notevole celebrità nel suo paese. A quei tempi era molto raro che una donna lavorasse a tempo pieno, invece di curare la casa, e venne presto soprannominata La poetessa cassiera di banca.
Ha lasciato altri due libri di poesie e due raccolte. Fra i temi della sua poesia troviamo le pentole, le targette con i nomi e tutta una serie di oggetti di uso comune; anche il suo linguaggio è semplice e le composizioni evitano le strutture complicate, infatti si dice che la sua poesia sia basata sul senso comune. Nelle sue parole si trova anche la consapevolezza di una donna che vive sola a casa e nella società, una vita ordinaria fra il lavoro e le faccende domestiche.
La sua attitudine verso gli altri individui e verso la società non è mai aggressiva e cerca sempre di scovare la dignità dell'individuo. Alcune delle sue composizioni sono usate sui testi scolastici giapponesi ed è generalmente considerata come una delle maggiori poetesse del periodo contemporaneo in Giappone.
Nel 1979 ha pubblicato il terzo libro Curriculum Vitae (Ryakureki 略歴) con il quale vinse il premio Sakyuu (地球賞). Nel 1984 ha pubblicato il quarto e ultimo libro Parole semplici (Yasashii Kotoba やさしい言葉). Ha pubblicato due raccolte delle sue opere, una delle quali dal semplice titolo La Poesia di Ishigaki Rin (Ishigaki Rin Shishuu 石垣りん詩集) che vinse il premio Tumura Toshiko (田村俊子賞) nel 1972.
Ha scritto anche in prosa, pubblicando tre libri a partire dal 1973.
La sua opera più famosa rimane Targhetta col nome una poesia inclusa nell'omonimo libro. In questa poesia racconta l'esperienza di quando era dovuta stare in ospedale e di quando aveva dormito in una locanda. In entrambi i casi all'entrata della sua stanza era stata apposta una targetta con il suo nome seguito da un titolo onorifico come sama o dono. La maggior poarte delle persone non considera le targhette o addirittura le ritiene inutili, ma in lei suscitò inquietudine per via del tono onorifico.
- Iniziò così la sua poesia:

"Nel posto dove vivo per conto mio / Mi limiterò a mettere mio il nome da sola"
(testo originale : Jibun no sumu tokoro wa 自分の住むところは / Jibun de hyousatsu o dasu ni kagiru 自分で表札を出すにかぎる - NdT: in giapponese la ripetizione di parole non è un difetto di stile).
Dopo aver descritto le suddette situazioni parla di questa situazione che si crea quando qualcuno mette il suo nome per conto suo e lei riesce ad esprimere appieno con la sua poesia il sentimento che deriva dalla sua decisione di rifiutare questo gesto da parte di un estraneo, con parole semplici e con calma, ma anche con una fierezza risoluta.
"Anche nel luogo dove risiede lo spirito / puoi avere una targetta per te / Ishigaki Rin / Ecco cosa va bene"
(Seishin no ari bashoo mo 精神の在り場所も / Hata kara hyousatsu o kakerarete wa naranai ハタから表札をかけられてはならない / Ishigaki Rin 石垣りん / Sore de yoi それでよい).
Questo testo, sebbene appartenga alla sua produzione iniziale permettere di conoscere bene lo stile poetico di Ishigaki.
Nel 1997, in una nota nella prefazione della raccolta "Raccogliendo aria (Kuu o atsumete 空をあつめて)" ha dichiarato di essere nata per scrivere quest'opera.

## Opere

### Poesia
- La pentola, la teiera e il fuoco acceso davanti a me (Watashi no mae ni aru nabe to okama to moeru hi to 『私の前にある鍋とお釜と燃える火と』), Eureka (ユリイカ), 1959.
- Targhetta col nome eccetera (Hyoosatsu nado 『表札など』), Shichoosha (思潮社), 1968.
- Curriculum Vitae (Ryakureki 『略歴』), Kaosha (花神社), 1979.
- Parole semplici (Yasashii Kotoba 『やさしい言葉』), Kaosha (花神社), 1984.

### Raccolte antologiche
- La Poesia di Ishigaki Rin (Ishigaki Rin Shishuu 『石垣りん詩集』), Collana di poesia contemporanea 46 (Gendai Shibunko 現代詩文庫46), Shichoosha (思潮社), 1971.
- Raccogliendo aria (Kuu o atsumete 『空をかついで』), Dowaya (童話屋), 1997.
- In un angolo dell'Universo (Uchuu no katasumi de 『宇宙の片隅で』), Rironsha (理論社), 2004.

### Altre edizioni
- Poesia familiare (Katei no shi 『家庭の詩』), Collana Shi no okurimono 3 (詩のおくりもの3), Chikumashobo (筑摩書房), 1981.
- Scenari di poesia: Rivivere da dentro un'esistenza (Shi no naka no fuutei: Kurashi no naka ni yomigaeru 『詩の中の風景: くらしの中によみがえる』), Fujin notomosha (婦人之友社), 1992.

### Prosa
- L'esclusività nazionale dell'humor (Yuumoa no sakoku 『ユーモアの鎖国』, Hokuyosha (北洋社), 1973.
- Tenendo una fiamma in mano (Homura ni te o kazashite 『焔に手をかざして』), Chikumashobo (筑摩書房), 1980.
- Tamburi notturni (Yoru no taiko 『夜の太鼓』), Chikumashobo (筑摩書房), 1989.